# See (Tyrol)
See – gmina w Austrii, w kraju związkowym Tyrol, w powiecie Landeck. Według Austriackiego Urzędu Statystycznego liczyła 1196 mieszkańców (1 stycznia 2015).